# Prem Tinsulanonda

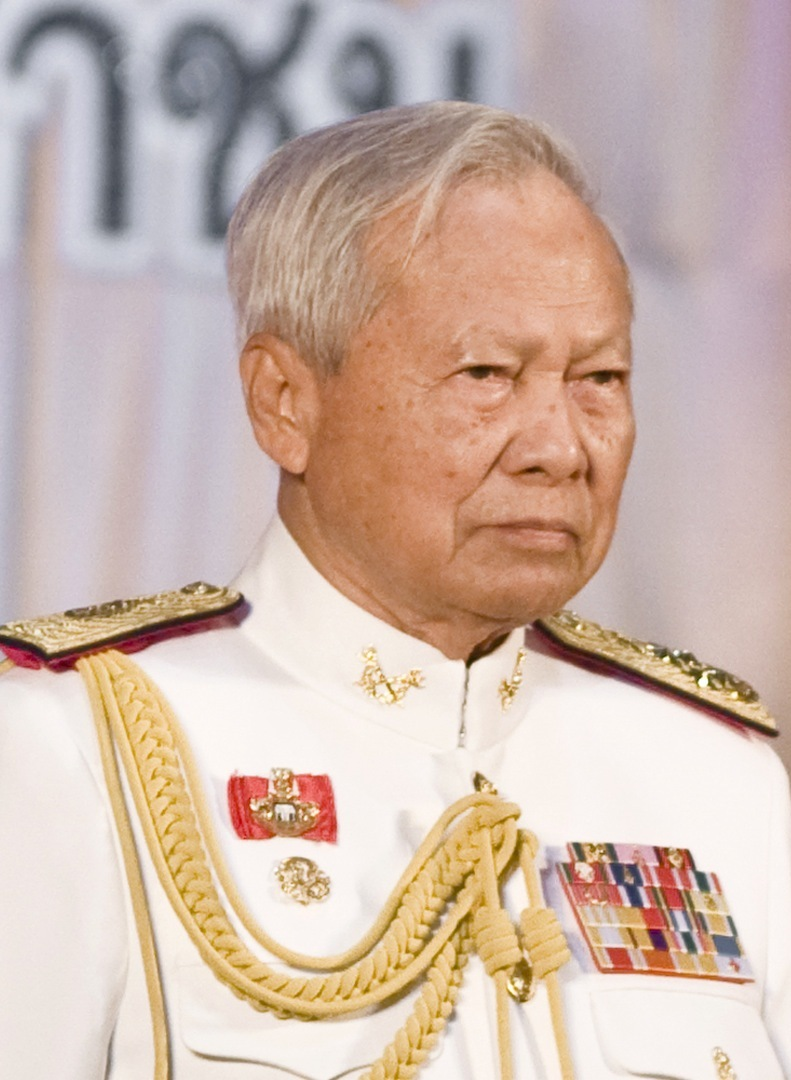
Prem Tinsulanonda

Prem Tinsulanonda (Thai: เปรม ติณสูลานนท์) (Songkhla, 26 augustus 1920 – Bangkok, 26 mei 2019) was een Thais militair en politicus. Hij was van 13 oktober tot 1 december 2016 regent van Thailand, na het overlijden van koning Rama IX.
Tinsulanonda had een militaire loopbaan en was als generaal tussen 1978 en 1982 de hoogste Thaise legerleider. Van 1979 tot 1986 was hij minister van defensie. Tinsulanonda was premier van Thailand van 1980 tot 1988 en leidde drie kabinetten. In 1998 werd hij voorzitter van het adviescollege van de koning. Na de dood van koning Rama IX werd Tinsulanonda op 13 oktober 2016 benoemd tot regent omdat kroonprins Vajiralongkorn aangaf eerst een periode te willen rouwen met het volk. Op 1 december 2016 nam prins Vajiralongkorn de uitnodiging van het parlement om koning te worden, aan. Met de formele kroning wordt gewacht tot een jaar na de dood van zijn vader.